# Liste der Kulturdenkmale im Kreis Rendsburg-Eckernförde
In der Liste der Kulturdenkmale im Kreis Rendsburg-Eckernförde sind die Kulturdenkmale im schleswig-holsteinischen Kreis Rendsburg-Eckernförde aufgelistet. 
Grundlage der Einzellisten sind die in den jeweiligen Listen angegebenen Quellen. Die Angaben in den einzelnen Listen ersetzen nicht die rechtsverbindliche Auskunft der zuständigen Denkmalschutzbehörde. Die erforderlichen Denkmaleigenschaften werden im Denkmalschutzgesetz von Schleswig-Holstein festgeschrieben.
Die Bodendenkmale sind in der Liste der Bodendenkmale im Kreis Rendsburg-Eckernförde erfasst.

## Aufteilung
Wegen der großen Anzahl von Kulturdenkmalen im Kreis Rendsburg-Eckernförde ist diese Liste in Teillisten aufgeteilt und alphabetisch sortiert nach den Städten und Gemeinden des Kreises.
| Gemeinde/ Stadt            | Kulturdenkmalliste                                     | Wappen | Lage | Bild eines Kulturdenkmals |
| -------------------------- | ------------------------------------------------------ | ------ | ---- | ------------------------- |
| Achterwehr                 | Liste der Kulturdenkmale in Achterwehr                 |        |      |                           |
| Alt Duvenstedt             | Liste der Kulturdenkmale in Alt Duvenstedt             |        |      |                           |
| Altenhof (bei Eckernförde) | Liste der Kulturdenkmale in Altenhof (bei Eckernförde) |        |      |                           |
| Altenholz                  | Liste der Kulturdenkmale in Altenholz                  |        |      |                           |
| Ascheffel                  | Liste der Kulturdenkmale in Ascheffel                  |        |      |                           |
| Aukrug                     | Liste der Kulturdenkmale in Aukrug                     |        |      |                           |
| Barkelsby                  | Liste der Kulturdenkmale in Barkelsby                  |        |      |                           |
| Beringstedt                | Liste der Kulturdenkmale in Beringstedt                |        |      |                           |
| Bissee                     | Liste der Kulturdenkmale in Bissee                     |        |      |                           |
| Blumenthal (Holstein)      | Liste der Kulturdenkmale in Blumenthal (Holstein)      |        |      |                           |
| Bordesholm                 | Liste der Kulturdenkmale in Bordesholm                 |        |      |                           |
| Bovenau                    | Liste der Kulturdenkmale in Bovenau                    |        |      |                           |
| Bredenbek                  | Liste der Kulturdenkmale in Bredenbek                  |        |      |                           |
| Brügge (Holstein)          | Liste der Kulturdenkmale in Brügge (Holstein)          |        |      |                           |
| Büdelsdorf                 | Liste der Kulturdenkmale in Büdelsdorf                 |        |      |                           |
| Bünsdorf                   | Liste der Kulturdenkmale in Bünsdorf                   |        |      |                           |
| Damp                       | Liste der Kulturdenkmale in Damp                       |        |      |                           |
| Dänischenhagen             | Liste der Kulturdenkmale in Dänischenhagen             |        |      |                           |
| Eckernförde                | Liste der Kulturdenkmale in Eckernförde                |        |      |                           |
| Elsdorf-Westermühlen       | Liste der Kulturdenkmale in Elsdorf-Westermühlen       |        |      |                           |
| Embühren                   | Liste der Kulturdenkmale in Embühren                   |        |      |                           |
| Emkendorf                  | Liste der Kulturdenkmale in Emkendorf                  |        |      |                           |
| Felde                      | Liste der Kulturdenkmale in Felde                      |        |      |                           |
| Felm                       | Liste der Kulturdenkmale in Felm                       |        |      |                           |
| Fleckeby                   | Liste der Kulturdenkmale in Fleckeby                   |        |      |                           |
| Flintbek                   | Liste der Kulturdenkmale in Flintbek                   |        |      |                           |
| Fockbek                    | Liste der Kulturdenkmale in Fockbek                    |        |      |                           |
| Gettorf                    | Liste der Kulturdenkmale in Gettorf                    |        |      |                           |
| Groß Buchwald              | Liste der Kulturdenkmale in Groß Buchwald              |        |      |                           |
| Groß Vollstedt             | Liste der Kulturdenkmale in Groß Vollstedt             |        |      |                           |
| Groß Wittensee             | Liste der Kulturdenkmale in Groß Wittensee             |        |      |                           |
| Güby                       | Liste der Kulturdenkmale in Güby                       |        |      |                           |
| Haby                       | Liste der Kulturdenkmale in Haby                       |        |      |                           |
| Hamdorf                    | Liste der Kulturdenkmale in Hamdorf                    |        |      |                           |
| Hamweddel                  | Liste der Kulturdenkmale in Hamweddel                  |        |      |                           |
| Hanerau-Hademarschen       | Liste der Kulturdenkmale in Hanerau-Hademarschen       |        |      |                           |
| Hoffeld (Holstein)         | Liste der Kulturdenkmale in Hoffeld (Holstein)         |        |      |                           |
| Hohenwestedt               | Liste der Kulturdenkmale in Hohenwestedt               |        |      |                           |
| Hohn                       | Liste der Kulturdenkmale in Hohn                       |        |      |                           |
| Holtsee                    | Liste der Kulturdenkmale in Holtsee                    |        |      |                           |
| Holzbunge                  | Liste der Kulturdenkmale in Holzbunge                  |        |      |                           |
| Holzdorf                   | Liste der Kulturdenkmale in Holzdorf                   |        |      |                           |
| Hütten (Schleswig)         | Liste der Kulturdenkmale in Hütten (Schleswig)         |        |      |                           |
| Jahrsdorf                  | Liste der Kulturdenkmale in Jahrsdorf                  |        |      |                           |
| Jevenstedt                 | Liste der Kulturdenkmale in Jevenstedt                 |        |      |                           |
| Karby                      | Liste der Kulturdenkmale in Karby                      |        |      |                           |
| Kosel                      | Liste der Kulturdenkmale in Kosel                      |        |      |                           |
| Kronshagen                 | Liste der Kulturdenkmale in Kronshagen                 |        |      |                           |
| Krummwisch                 | Liste der Kulturdenkmale in Krummwisch                 |        |      |                           |
| Langwedel (Holstein)       | Liste der Kulturdenkmale in Langwedel (Holstein)       |        |      |                           |
| Lindau (bei Kiel)          | Liste der Kulturdenkmale in Lindau (bei Kiel)          |        |      |                           |
| Lütjenwestedt              | Liste der Kulturdenkmale in Lütjenwestedt              |        |      |                           |
| Melsdorf                   | Liste der Kulturdenkmale in Melsdorf                   |        |      |                           |
| Mielkendorf                | Liste der Kulturdenkmale in Mielkendorf                |        |      |                           |
| Molfsee                    | Liste der Kulturdenkmale in Molfsee                    |        |      |                           |
| Neudorf-Bornstein          | Liste der Kulturdenkmale in Neudorf-Bornstein          |        |      |                           |
| Neuwittenbek               | Liste der Kulturdenkmale in Neuwittenbek               |        |      |                           |
| Nindorf                    | Liste der Kulturdenkmale in Nindorf (bei Hohenwestedt) |        |      |                           |
| Noer                       | Liste der Kulturdenkmale in Noer                       |        |      |                           |
| Nortorf                    | Liste der Kulturdenkmale in Nortorf                    |        |      |                           |
| Nübbel                     | Liste der Kulturdenkmale in Nübbel                     |        |      |                           |
| Oldenbüttel                | Liste der Kulturdenkmale in Oldenbüttel                |        |      |                           |
| Osdorf                     | Liste der Kulturdenkmale in Osdorf                     |        |      |                           |
| Ostenfeld (Rendsburg)      | Liste der Kulturdenkmale in Ostenfeld (Rendsburg)      |        |      |                           |
| Osterrönfeld               | Liste der Kulturdenkmale in Osterrönfeld               |        |      |                           |
| Ottendorf (bei Kiel)       | Liste der Kulturdenkmale in Ottendorf (bei Kiel)       |        |      |                           |
| Owschlag                   | Liste der Kulturdenkmale in Owschlag                   |        |      |                           |
| Quarnbek                   | Liste der Kulturdenkmale in Quarnbek                   |        |      |                           |
| Rade b. Rendsburg          | Liste der Kulturdenkmale in Rade b. Rendsburg          |        |      |                           |
| Reesdorf (Holstein)        | Liste der Kulturdenkmale in Reesdorf (Holstein)        |        |      |                           |
| Remmels                    | Liste der Kulturdenkmale in Remmels                    |        |      |                           |
| Rendsburg                  | Liste der Kulturdenkmale in Rendsburg                  |        |      |                           |
| Rickert                    | Liste der Kulturdenkmale in Rickert                    |        |      |                           |
| Rieseby                    | Liste der Kulturdenkmale in Rieseby                    |        |      |                           |
| Rodenbek                   | Liste der Kulturdenkmale in Rodenbek                   |        |      |                           |
| Rumohr                     | Liste der Kulturdenkmale in Rumohr                     |        |      |                           |
| Schierensee                | Liste der Kulturdenkmale in Schierensee                |        |      |                           |
| Schinkel                   | Liste der Kulturdenkmale in Schinkel                   |        |      |                           |
| Schmalstede                | Liste der Kulturdenkmale in Schmalstede                |        |      |                           |
| Schülp b. Rendsburg        | Liste der Kulturdenkmale in Schülp b. Rendsburg        |        |      |                           |
| Schwedeneck                | Liste der Kulturdenkmale in Schwedeneck                |        |      |                           |
| Sehestedt                  | Liste der Kulturdenkmale in Sehestedt                  |        |      |                           |
| Sören (Holstein)           | Liste der Kulturdenkmale in Sören (Holstein)           |        |      |                           |
| Strande                    | Liste der Kulturdenkmale in Strande                    |        |      |                           |
| Techelsdorf                | Liste der Kulturdenkmale in Techelsdorf                |        |      |                           |
| Thumby                     | Liste der Kulturdenkmale in Thumby                     |        |      |                           |
| Todenbüttel                | Liste der Kulturdenkmale in Todenbüttel                |        |      |                           |
| Tüttendorf                 | Liste der Kulturdenkmale in Tüttendorf                 |        |      |                           |
| Waabs                      | Liste der Kulturdenkmale in Waabs                      |        |      |                           |
| Wapelfeld                  | Liste der Kulturdenkmale in Wapelfeld                  |        |      |                           |
| Warder                     | Liste der Kulturdenkmale in Warder                     |        |      |                           |
| Wattenbek                  | Liste der Kulturdenkmale in Wattenbek                  |        |      |                           |
| Westensee                  | Liste der Kulturdenkmale in Westensee                  |        |      |                           |
| Westerrönfeld              | Liste der Kulturdenkmale in Westerrönfeld              |        |      |                           |
| Windeby                    | Liste der Kulturdenkmale in Windeby                    |        |      |                           |
| Winnemark                  | Liste der Kulturdenkmale in Winnemark                  |        |      |                           |